# جغرافیای دماغه سبز

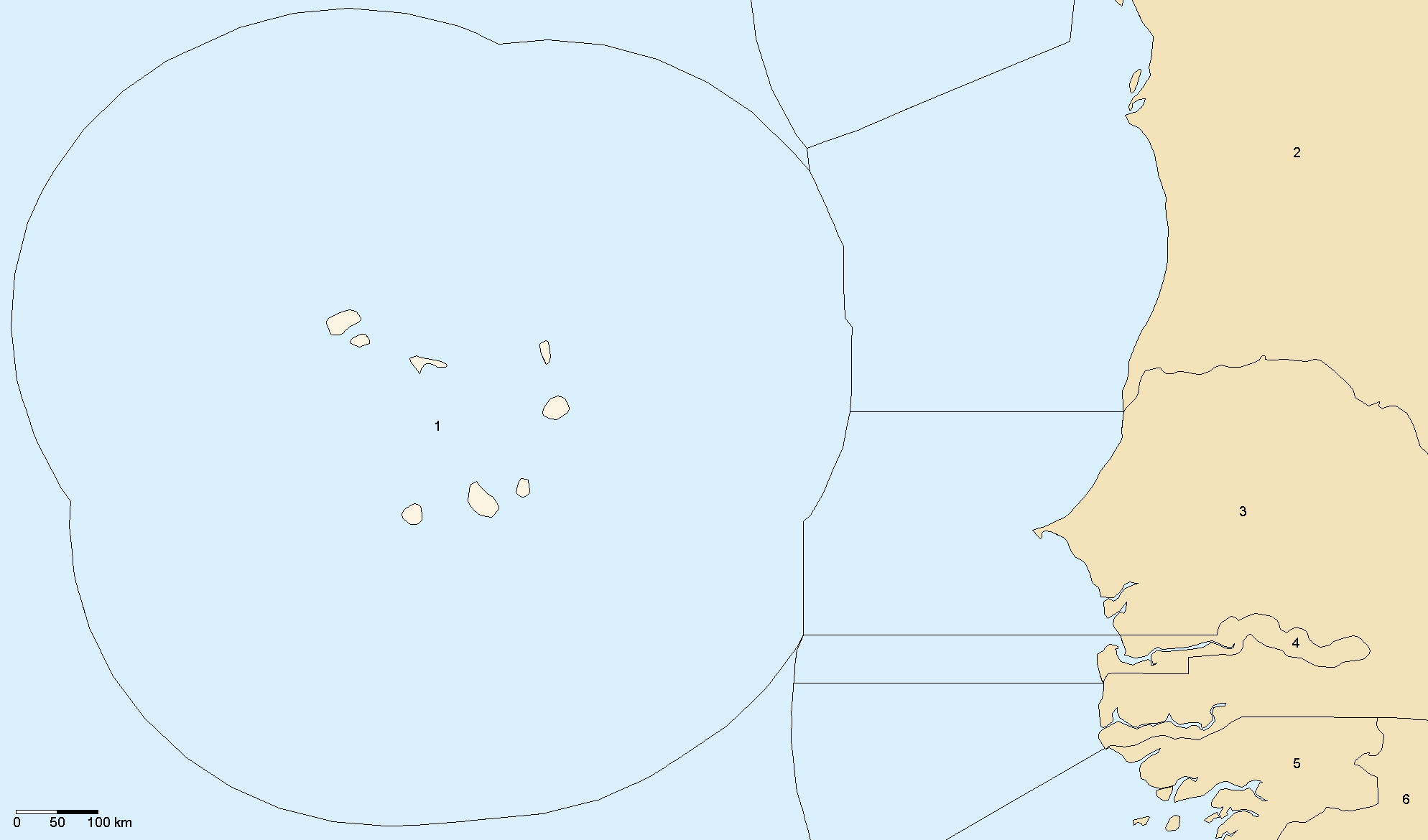
موقعیت دماغهٔ سبز در روبه‌روی کرانه‌های غرب آفریقا.

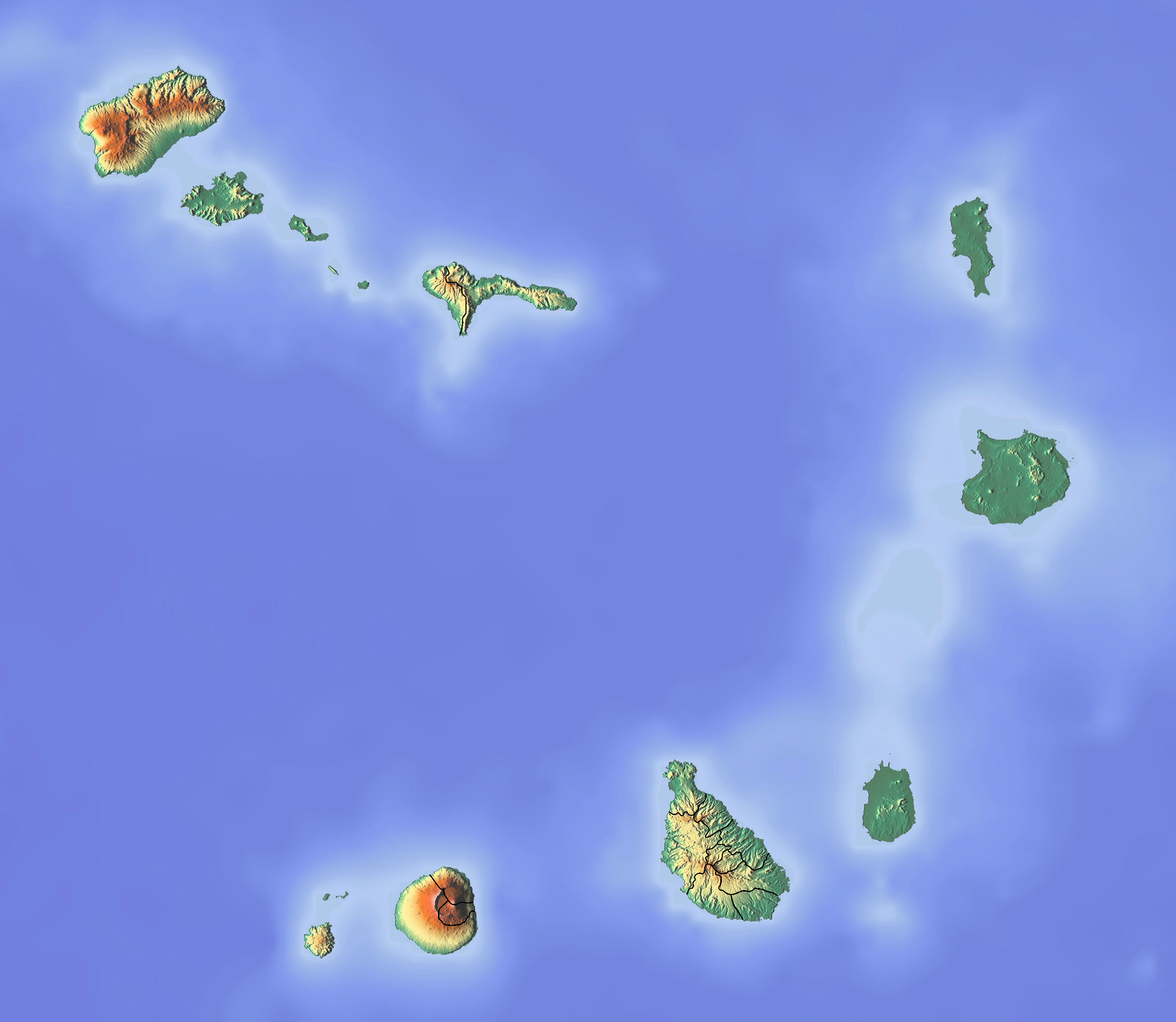
نقشه ناهمواری‌های دماغهٔ سبز.

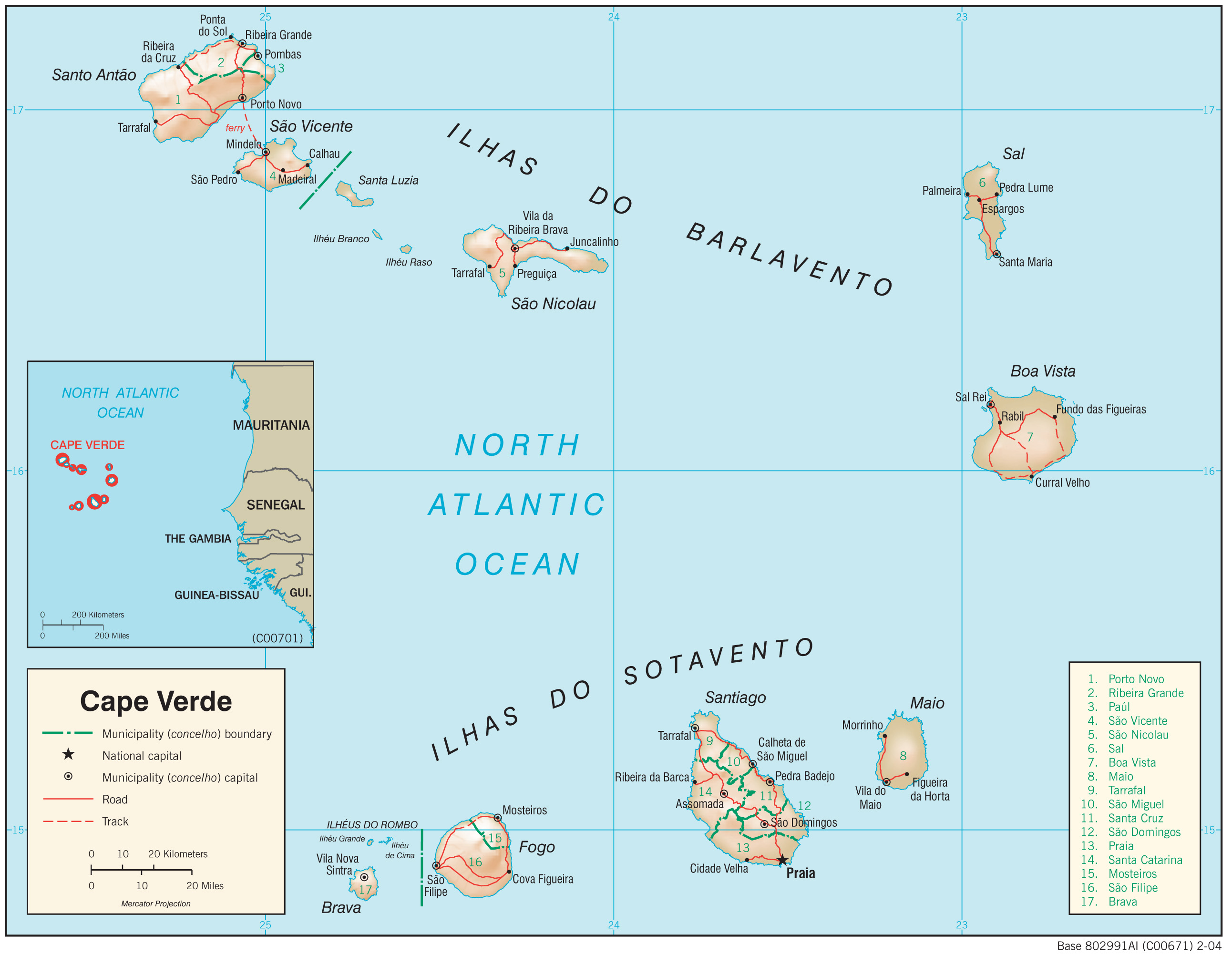
نقشه سیاسی دماغهٔ سبز.

دماغهٔ سبز که کیپ ورده یا کاپ ورد هم نامیده شده مجموعه‌ای از جزایر با آب و هوای خشک در اقیانوس اطلس است که در آن جوامع ویژه‌ای از گیاهان، پرندگان و خزندگان زندگی می‌کنند. جزایر دماغه سبز در میانه اقیانوس اطلس در حدود ۴۵۰ کیلومتری کرانه غربی قاره آفریقا واقع شده‌است. مساحت کل خشکی‌های این کشور ۴۰۳۳ کیلومتر مربع است.
چشم‌انداز نواحی کشور متفاوت است و از دشت‌های خشک گرفته تا آتشفشان‌های فعال مرتفع و پرتگاه‌های صخره‌ای کنار اقیانوس را دربر می‌گیرد.
مجمع‌الجزایر دماغه سبز شامل ۱۰ جزیره و پنج جزیرک است که به دو گروه بادگیر (بارلاونتو) و بادپناه (سوتاونتو) تقسیم می‌شوند. شش جزیره در گروه بادگیر قرار می‌گیرد به نام‌ها سانتو آنتائو، سائو ویسنته، سانتا لوزیا، سائو نیکولاو، سال و بوآ ویستا. جزایر گروه بادپناه نیز عبارتند از مایو، سانتیاگو، فوگو و براوا. همه این جزایر به‌جز سانتا لوزیا مسکونی هستند. سه جزیره، یعنی سال، بوآ ویستا، و مایو، به‌طور کلی همسطح و فاقد منابع طبیعی آب‌اند.
کوه‌های بالاتر از ۱۲۸۰ متر در سانتیاگو، فوگو، سانتو آنتائو و سائو نیکولا یافت می‌شوند. شن و ماسه حمل شده توسط بادهای شدید باعث فرسایش همه جزایر به ویژه جزایر بادگیر شده‌است. صخره‌های پرشیب و دندانه‌دار در چندین جزیره کوهستانی به صورت پرتگاه‌هایی از دریا برخاسته‌اند. فقدان پوشش گیاهی طبیعی در بلندی‌ها و کرانه‌ها نیز به فرسایش خاک کمک می‌کند. دره‌های داخلی پوشش گیاهی طبیعی متراکم‌تری دارند. بلندترین نقطه کشور پیکو دو فوگو با ۲۸۲۹ متر ارتفاع و پست‌ترین نقطه آن، کرانه اقیانوس اطلس (صفر متر) است. خاک جزایر دماغه سبز بسیار فرسوده و ضعیف است.

## آب و هوا
بارندگی در این کشور نامنظم است و از نظر تاریخی باعث خشکسالی و قحطی دوره‌ای شده و می‌شود. کارخانه‌های نمک‌زدایی از آب، در حال حاضر آب آشامیدنی بیش از نیمی از جمعیت کشور را تأمین می‌کنند. آزمایش‌هایی با جمع‌کننده‌های مه از سال ۱۹۶۲ انجام شده‌است، با این حال، تا سال ۲۰۰۹، چنین تسهیلاتی تنها برای مردم «سرا مالاگوئتا» در جزیره سانتیاگو در دسترس بوده است.
میانگین بارندگی در پرایا در سال ۲۴۰ میلی‌متر (۹٫۴۵ اینچ) است. در طول زمستان، طوفان‌هایی که از صحرای بزرگ آفریقا می‌وزند، گاهی آسمان را ابری می‌کنند. با این حال، بیشتر روزهای سال آفتابی است. صاف‌ترین آسمان‌ها بین فوریه و ژوئن مشاهده می‌شود و این ماه‌ها بارندگی بسیار کمی دارند. گرد و غبار صحرا، باد هارماتان که مملو از غبار است از صحرا می‌آید. این پدیده بین نوامبر و مارس رخ می‌دهد و به‌طور کلی شبیه به «کالیما» است که جزایر قناری را تحت تأثیر قرار می‌دهد. 
اقیانوس نزدیک به دماغه سبز ناحیه‌ای برای تشکیل طوفان‌های گرمسیری است. از آنجایی که این طوفان‌ها کل اقیانوس اطلس را پیموده و حین حرکت به سمت غرب بزرگ‌تر می‌شوند، از شدیدترین طوفان‌ها هستند. به این طوفان‌ها، اصطلاحاً طوفان‌های دماغه سبز گفته می‌شود. 